# Биркеланн
Биркеланн (норв. Birkeland) — город в фюльке Агдер, в коммуне Биркенес, в Норвегии.

## Расположение
Находится на трассе 41 в 30 километрах от города Кристиансанна. Является столицей и самым крупным населённым пунктом в коммуне Биркенес.

## Список улиц
- Strøget
- Nordåsvegen
- Tveitevegen
- Tollenesveien

## Население
| 2000 | 2002 | 2003 | 2004 | 2005 | 2006 | 2007 | 2008 | 2009 | 2011 | 2012 | 2013 |
| ---- | ---- | ---- | ---- | ---- | ---- | ---- | ---- | ---- | ---- | ---- | ---- |
| 2228 | 2244 | 2241 | 2219 | 2254 | 2270 | 2266 | 2386 | 2426 | 2525 | 2548 | 2645 |

## Транспорт
В городе нет железнодорожного транспорта.

## Правительство
Правительство коммуны Биркенес - Smedens Kjerr, 30

## Родились
- Венке Кнутсон (род. 1978) — норвежская поп-певица